# Dirty Pearl
 (novembre 2017).
Si vous disposez d'ouvrages ou d'articles de référence ou si vous connaissez des sites web de qualité traitant du thème abordé ici, merci de compléter l'article en donnant les références utiles à sa vérifiabilité et en les liant à la section « Notes et références ».
Albums de Anita Lane
Dirty Sings (EP)
(1988) Intoxicated Man
(1995)
Singles
1. The World's a Girl
Sortie : 11 mai 1995

Dirty Pearl est le premier album solo de la chanteuse et parolière australienne Anita Lane, paru en 1993 chez Mute Records.

## Présentation
Depuis la fin du groupe The Birthday Party et sa rupture avec Nick Cave, Anita Lane est restée très proche des membres du groupe allemand Einstürzende Neubauten et de Mick Harvey
C'est avec ce dernier qu'elle travaille à son premier projet solo, Dirty Sings. Sorti en mai 1988, ce court album de 4 chansons ébauche ce qui deviendra Dirty Pearl.
Sorti en 1993, Dirty Pearl comprend 14 chansons enregistrées entre 1982 et 1993.
Principalement produit par Mick Harvey, l'album est une compilation de collaborations entre Anita et des musiciens des groupes allemands Einstürzende Neubauten et Die Haut, de quelques inédits en solo ainsi que de la reprise du titre Sexual Healing de Marvin Gaye.

### Collaborations à l'album
Mick Harvey compose les musiques de trois titres (Jesus Almost Got Me, The Groovy Guru, The World's a Girl) ; Nick Cave celles de A Prison in the Desert, The Fullness of His Coming et I'm a Believer.
Blixa Bargeld et Alexander Hacke écrivent la musique ou les textes de Blume, Picture of Mary, Stories of Your Dreams et A Prison in the Desert.
Deux autres membres des Bad Seeds participent, également, à l'élaboration de cet opus, Barry Adamson et Thomas Wydler .
Les collaborations entre Anita Lane et Mick Harvey sont intéressantes en ce qu'il souligne la dichotomie entre la voix presque enfantine et la sensualité des paroles de la chanteuse[réf. nécessaire].

## Liste des titres
| Édition CD standard digipack | Édition CD standard digipack                        | Édition CD standard digipack | Édition CD standard digipack | Édition CD standard digipack | Édition CD standard digipack | Édition CD standard digipack | Édition CD standard digipack | Édition CD standard digipack | Édition CD standard digipack |
| No                           | Titre                                               | Durée                        |                              |                              |                              |                              |                              |                              |                              |
| ---------------------------- | --------------------------------------------------- | ---------------------------- | ---------------------------- | ---------------------------- | ---------------------------- | ---------------------------- | ---------------------------- | ---------------------------- | ---------------------------- |
| 1.                           | Jesus Almost Got Me                                 | 2:34                         |                              |                              |                              |                              |                              |                              |                              |
| 2.                           | The Groovy Guru                                     | 3:09                         |                              |                              |                              |                              |                              |                              |                              |
| 3.                           | Sexual Healing (reprise de Marvin Gaye)             | 5:39                         |                              |                              |                              |                              |                              |                              |                              |
| 4.                           | Blume                                               | 4:33                         |                              |                              |                              |                              |                              |                              |                              |
| 5.                           | Subterranean World (How Long...?)                   | 5:51                         |                              |                              |                              |                              |                              |                              |                              |
| 6.                           | Picture of Mary (feat. Blixa Bargeld)               | 4:14                         |                              |                              |                              |                              |                              |                              |                              |
| 7.                           | The World's a Girl                                  | 3:20                         |                              |                              |                              |                              |                              |                              |                              |
| 8.                           | Stories of Your Dreams                              | 2:50                         |                              |                              |                              |                              |                              |                              |                              |
| 9.                           | A Prison in the Desert                              | 2:50                         |                              |                              |                              |                              |                              |                              |                              |
| 10.                          | If I Should Die                                     | 3:01                         |                              |                              |                              |                              |                              |                              |                              |
| 11.                          | I'm a Believer                                      | 4:45                         |                              |                              |                              |                              |                              |                              |                              |
| 12.                          | Lost in Music (reprise d'un titre de Sister Sledge) | 4:37                         |                              |                              |                              |                              |                              |                              |                              |
| 13.                          | Sugar in a Hurricane                                | 4:10                         |                              |                              |                              |                              |                              |                              |                              |
| 14.                          | The Fullness of His Coming                          | 2:54                         |                              |                              |                              |                              |                              |                              |                              |
| 54:27                        |                                                     |                              |                              |                              |                              |                              |                              |                              |                              |

|     | 'Face A'                          |      |
| A1. | Jesus Almost Got Me               | 2:34 |
| A2. | The Groovy Guru                   | 3:09 |
| A3. | Sexual Healing                    | 5:38 |
| A4. | Blume                             | 4:33 |
|     | 'Face B'                          |      |
| B1. | Subterranean World (How Long...?) | 5:50 |
| B2. | Picture Of Mary                   | 4:14 |
| B3. | The World's A Girl                | 3:19 |
| B4. | Stories Of Your Dreams            | 2:49 |
| B5. | The Fullness Of His Coming        | 2:54 |

## Single
Le single The World's a Girl sort en mai 1995 et contient trois chansons dont tous les instruments sont joués par Mick Harvey, sauf le violon du premier titre joué par Warren Ellis.
| CD single (Mute Records, 11 mai 1995) | CD single (Mute Records, 11 mai 1995) | CD single (Mute Records, 11 mai 1995) | CD single (Mute Records, 11 mai 1995) | CD single (Mute Records, 11 mai 1995) | CD single (Mute Records, 11 mai 1995) | CD single (Mute Records, 11 mai 1995) | CD single (Mute Records, 11 mai 1995) | CD single (Mute Records, 11 mai 1995) | CD single (Mute Records, 11 mai 1995) |
| No                                    | Titre                                 | Durée                                 |                                       |                                       |                                       |                                       |                                       |                                       |                                       |
| ------------------------------------- | ------------------------------------- | ------------------------------------- | ------------------------------------- | ------------------------------------- | ------------------------------------- | ------------------------------------- | ------------------------------------- | ------------------------------------- | ------------------------------------- |
| 1.                                    | The World's a Girl                    | 3:25                                  |                                       |                                       |                                       |                                       |                                       |                                       |                                       |
| 2.                                    | I Love You... Nor Do I                | 4:16                                  |                                       |                                       |                                       |                                       |                                       |                                       |                                       |
| 3.                                    | Bedazzled                             | 1:58                                  |                                       |                                       |                                       |                                       |                                       |                                       |                                       |
| 9:40                                  |                                       |                                       |                                       |                                       |                                       |                                       |                                       |                                       |                                       |

I Love You... Nor Do I est une adaptation en anglais de la chanson Je t'aime… moi non plus de Serge Gainsbourg, dont la voix est remplacée par celle de Nick Cave (Le titre paraît également sur Pink Elephants, album de Mick Harvey sorti en octobre 1997).
Bedazzled, reprise d'un titre de Peter Cook et Dudley Moore, est écrit et composé pour le film britannique éponyme Bedazzled, sorti en 1967. La chanson est reprise par le duo Anita Lane / Nick Cave.
La réédition limitée japonaise de Dirty Pearl, parue en juin 1995, inclut ce CD single en disque bonus.

## Crédits
| - Anita Lane : chant - Mick Harvey : tous les instruments - Blixa Bargeld : chant, guitare - Nick Cave : orgue - Barry Adamson : basse, vibraphone - Alexander Hacke : guitare - Ken Gormley : basse - Evil Graham Lee : pedal steel guitar - Johannes Beck, Moritz Wolpert : percussions - Thomas Wydler : percussions (extra) - Bronwyn Adams, Warren Ellis : violon | - Production : Mick Harvey, Johannes Beck, Sven Röhrig, John Cafferty, Einstürzende Neubauten, Die Haut, Blixa Bargeld, Nick Cave and The Birthday Party - Ingénierie : Flood, Gareth Jones, Matt Crosbie, Shannon Strong, Sven Röhrig, Ted Hamilton, Tony Cohen, Victor Van Vugt - Mixage : Flood, Ted Hamilton, Tony Cohen, Victor Van Vugt - Artwork : Slim Smith - Illustration : Giovanni Bragolin - Photographie : Peter Milne, Megan Ponsford, Polly Borland, Christina Birrer |